# Celebesica
Celebesica is een geslacht van zangvogels uit de familie van  de rupsvogels. Het geslacht bevat één soort:
- Celebesica abbotti  –  Abbotts rupsvogel